# Inn of court

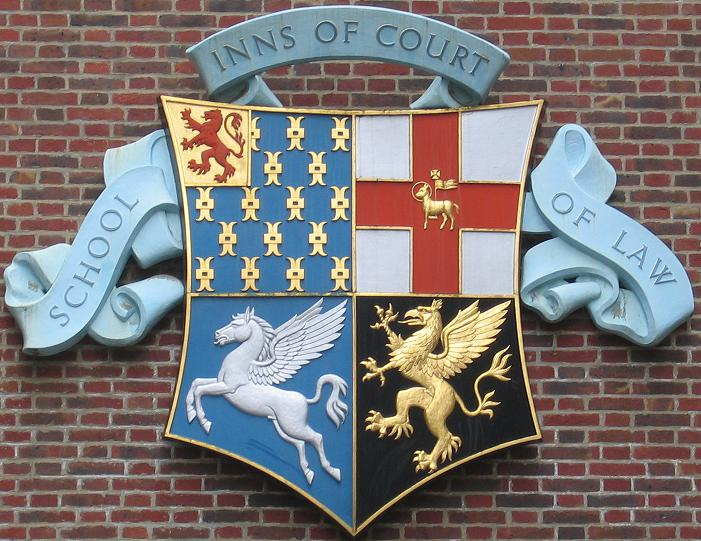
Stemma inquartato dei quattro Inns of Court. In senso orario da sinistra: Lincoln's Inn, Middle Temple, Gray's Inn, Inner Temple.

Gli Inns of Court sono associazioni professionali con sede a Londra di cui deve essere membro ogni barrister, appartenente ad una delle due categorie nelle quali si divide la professione legale in Inghilterra e Galles; ne fanno parte anche i giudici tratti da questa categoria.
Gli inns of court curano la formazione e regolano la professione dei propri membri, nei confronti dei quali hanno anche funzioni disciplinari; provvedono, inoltre, a fornire materiale stampato, a mettere a disposizione locali per l'esercizio della professione e alla somministrazione dei pasti ai membri. Ogni inn of court ha una chiesa o una cappella annessa ed è il luogo in cui i barristers svolgono il loro periodo di formazione e praticantato. L'incremento del numero dei professionisti e l'esigenza di disporre di locali più moderni hanno spinto diversi barristers a svolgere la loro attività al di fuori degli inns of court a partire dalla fine del XX secolo.

## Storia e composizione
Diversi secoli addietro gli inns of court erano degli edifici dove gli avvocati alloggiavano  (il termine in inglese significa letteralmente 'albergo della corte'), facevano pratica e svolgevano la loro professione. 
Nel corso dei secoli il numero di queste istituzioni rimaste attive si è ridotto a quattro: 
- Honourable Society of Lincoln's Inn;
- Honourable Society of Gray's Inn;
- Honourable Society of Inner Temple;
- Honourable Society of Middle Temple.

Lincoln's Inn ha documenti ufficiali che risalgono al 1422 ma, tradizionalmente, nessuno dei quattro inns of court rivendica maggiore antichità rispetto agli altri.
Un altro importante inn of court fu il Serjeants' Inn, sciolto nel 1877. Vi faceva parte una ristretta cerchia di barristers, chiamati serjeant-at-law e scelti fra i membri degli altri quattro inns of court, ai quali fino al XIX secolo era riservata la difesa davanti alle corti più elevate e la titolarità dell'ufficio di giudice delle stesse.
Gli inns of court si trovano nelle vicinanze dei confini occidentali della City of London, nei pressi delle Royal Courts of Justice (trasferite lì nel 1882 da Westminster Hall) ubicate nel quartiere giudiziario di Londra. Inner Temple e Middle Temple sono all'interno dei confini della City ma sottratti alla giurisdizione della Corporation che l'amministra, avendo lo status di liberty, ossia di autorità locale autonoma; il loro nome deriva dalla vicina Temple Church (Chiesa del Tempio) fatta costruita dai Templari inglesi. Gray's Inn e Lincoln's Inn si trovano, invece, nel borough di Camden e non possiedono lo status di liberty.
Ogni inn of court è sostanzialmente un complesso dotato di una grande sala, una cappella, una biblioteca, camere per molte centinaia di avvocati e giardini di grande estensione. La struttura è simile a quella di un college di Oxford o Cambridge. Le camere erano usate, un tempo, sia come studio che come residenza ma oggi, salvo rare eccezioni, vengono usate soltanto come studi professionali.

## Organizzazione
Negli inns of court i membri sono ripartiti in tre gradi: student, barrister e master of the bench (o bencher). Questi ultimi costituiscono l'organo di governo dell’inn of court (denominato Parliament in Inner Temple e Middle Temple, Pension in Gray's Inn e Council in Lincoln's Inn), il quale nomina i propri membri per cooptazione scegliendoli fra i barristers, di solito tra coloro che sono stati nominati giudici o che hanno svolto incarichi per l'ente nei suoi comitati od occupandosi della formazione degli students e dei nuovi barristers.
A capo di ogni inn of court è posto il treasurer, eletto da e tra i benchers per un anno. Possono inoltre essere chiamati a far parte dell'associazione benchers onorari, tratti dalla famiglia reale (royal bencher) oppure dal mondo accademico, dalla politica o da giudici di altri paesi (additional bencher).
I barrister esercitano la professione riuniti in chambers, studi professionali di solito comprendenti da 20 a 60 professionisti che operano autonomamente ma dividono le spese di funzionamento (vi sono, però, anche barristers che lavorano alle dipendenze di enti pubblici e privati). Tradizionalmente ai barristers era riservata la difesa davanti alle corti superiori e vietato il contatto diretto con i clienti, tenuto dai solicitors, gli avvocati appartenenti all'altra categoria della professione legale; a partire dagli anni 1990, però, le differenze tra le due categorie sono state attenuate.
Gli students possono scegliere l' inn of court al quale chiedere l'ammissione ma non possono entrare in più di uno. In esso svolgono un periodo di formazione (in realtà oggi fornita da organizzazioni esterne accreditate) al termine del quale diventano barrister. Per poter esercitare la professione devono, però, essere ammessi alle chambers (le domande di ammissione sono sempre molte più dei posti disponibili) e svolgere in esse un periodo annuale di praticantato (pupillage) sotto la guida di un barrister più anziano.